# Daniel Poohl
Daniel Poohl, född 11 augusti 1981 i Vänersborg, är en svensk journalist och författare. Han är vd och ansvarig utgivare för tidskriften Expo. Från 2006 till 2019 var han chefredaktör för densamma.

## Uppväxt och utbildning
Daniel Poohl växte upp i Åsensbruk i Dalsland och gick medieprogrammet vid Sinclairgymnasiet i Uddevalla.

## Arbetsliv
Poohl gjorde värnplikten som journalist vid tidningen Värnpliktsnytt, och började därefter 2001 som 20-åring på Expo. Han blev känd för allmänheten efter att 2001 ha infiltrerat det då nybildade Nationaldemokraterna för att göra ett TV-reportage, som sedan sändes i TV3:s program Folkhemmet. Poohl tillträdde som redaktionssekreterare efter Stieg Larssons död 2004 och efterträdde Richard Slätt som chefredaktör våren 2006. Hösten 2019 efterträddes han av Anna Fröjd.
Poohl har åkt runt Sverige i många år och föreläst och ofta anlitats som en referensperson i frågor som rör högerextremism och rasism. Han har ofta intervjuats i Dagens Nyheter, Svenska Dagbladet och Göteborgs-Posten. I Expressen skrev han år 2007 att han tycker att Sverigedemokraterna ska bevakas på samma sätt som övriga partier. Poohl skriver ibland artiklar om det politiska läget i Sverige för den brittiska tidningen Searchlight.

## Författare
Hösten 2013 romandebuterade Poohl med boken Som om vi hade glömt. Den skildrar hans uppväxt i Åsensbruk.

## Priser och utmärkelser
- 2013 – ABF:s litteraturpris[9]
- 2014 – Dalslands litteraturpris[10]
- 2017 – "Mommapriset – Årets utgivare" av föreningen Utgivarna[11]

## Övrigt
Daniel Poohl var programvärd för Sveriges Radios program Sommar i P1 den 6 augusti 2015.